# Керот Топ
Скотт Томпсон (англ. Scott Thompson; відомий під своїм творчим псевдонімом Керот Топ (англ. Carrot Top; нар. 25 лютого 1965) — американський комік і актор, відомий своїм яскраво-червоним волоссям, комедійними виступами і самозневажливим гумором.

## Життєпис
Томпсон народився 25 лютого 1965 в місті Рокледж, а виріс в сусідньому місті Коко. Закінчив школу в 1983, того ж року вступив до Флоридського Атлантичного університету в Бока-Ратоні.

## Кар'єра

### Фільмографія
- Sharknado: The 4th Awakens (2016)
- Swearnet: The Movie (2014)
- The Neighbors (2014)
- CSI: Місце злочину (2011)
- Tosh.0 (2010)
- Cash Cab (2010)
- The Game as himself (2009)
- The Bad Girls Club — Епізод 8 (2009)
- The Girls Next Door (2008)
- Gene Simmons Family Jewels (2007)
- Smiley Face (2007)
- Гріфіни (2006)
- Tugger: The Jeep 4x4 Who Wanted to Fly (2005)
- George Lopez (2005)
- The Aristocrats (2005)
- Pauly Shore is Dead (2003)
- Carrot Top Rocks Las Vegas (2003)
- The Weakest Link (2002)
- Клініка (2001)
- The Three Stooges N.Y.U.K. (2000)
- Dennis the Menace Strikes Again (1998)
- Chairman of the Board (1998)
- The Larry Sanders Show (1997)
- Pure Danger (1996)
- Hourglass (1996)
- Space Ghost Coast to Coast (1996)
- So I Married An Axe Murderer (1993)